# Gruppo di IC 520
Il Gruppo di IC 520 comprende almeno quattro galassie situate nella costellazione dell'Orsa Maggiore e della Giraffa.

## Descrizione
La distanza media tra il centro di massa di questo gruppo e la nostra Via Lattea è di circa 173 milioni di anni luce (53,0 Mpc).

## Membri
Nella tabella sottostante sono riportati i membri del gruppo indicati da Garcia nel suo articolo del 1993.
| Nome     | Costellazione | Classificazione | Tipologia   | RA (J2000.0)  | DEC (J2000.0) | Velocità radiale (km/s) | Magnitudine apparente | Distanza di Hubble | Dimensioni (kal) |
| -------- | ------------- | --------------- | ----------- | ------------- | ------------- | ----------------------- | --------------------- | ------------------ | ---------------- |
| IC 520   | Giraffa       | SAB(rs)ab?      | Spirale     | 08h 53m 42.2s | 73° 29′ 27″   | 3486 ± 12               | 11,7                  | 52,1 ± 3,7         | 106              |
| NGC 2614 | Orsa Maggiore | SA(r)c          | Spirale     | 08h 42m 47.9s | 72° 58′ 35″   | 3457 ± 5                | 12,9                  | 51,6 ± 3,6         | 75               |
| NGC 2629 | Orsa Maggiore | SA(r)0^0^:      | Lenticolare | 08h 40m 22.7s | 72° 59′ 08″   | 3584 ± 12               | 12,2                  | 53,5 ± 3,8         | 94               |
| NGC 2646 | Giraffa       | SB(r)0^0^:      | Lenticolare | 08h 50m 22.0s | 73° 27′ 47″   | 3680 ± 27               | 12,1                  | 54,9 ± 3,9         | 74               |

Il sito DeepskyLog permette di trovare agevolmente le costellazioni in cui sono situate le galassie; in alternativa si possono utilizzare le coordinate delle galassie per individuarle. Se non altrimenti indicato, le coordinate sono quelle fornite dal sito NASA/IPAC (National Aeronautics and Space Administration / Infrared Processing and Analysis Center).